# Castriferreicum flórajárás
A Castriferreicum a Nyugat-Dunántúlt felölelő Praenoricum flóravidék középső flórajárása. Délről a göcseji, északról a lajtai flórajárással, keleten az Eupannonicum flóravidék kisalföldi flórajárásával, nyugaton pedig a kelet-alpi flóravidék zittaui és stájer flórajárásaival határos. Nyugati határa jórészt osztrák területen húzódik.
Egyes rendszerezők ide sorolják a Hetést (Kerka-vidék) is, amit mi a göcseji flórajárás részeként mutatunk be.

## Földtani felépítése, morfológiája
A terület nagy része folyóvízi üledékeken kialakult, lankás dombság. A Vasi-dombság kavicsát agyag cementálja, és gyakorlatilag vízzáróvá teszi. A pliocén, illetve pleisztocén korú kavicsos-homokos hordalékot helyenként vékony löszlepel takarja.

## Talajai
A gyengén cementált kavicson rendszerint erősen savanyú, nem podzolos barna erdőtalaj fejlődött ki. Ebben a humusztartalom felülről lefelé egyenletesen csökken; „B” szintjét vörösre festi a vas. A sok kavics miatt a talaj gyorsan kiszárad. Általában cseres-tölgyes, ritkábban (többnyire telepített) akácos nő rajta.
A cementált kavicsra hullott porból-löszből (vályogos) pszeudoglejes barna erdőtalaj alakult ki. Ez a talaj mészmentes „A” szintje tagolatlan, a „B” szint rozsdásan foltos, esetenként a kavicsrétegbe is átnyúlik. A termőréteg 30 cm-nél mindig vastagabb. A talajtípus termőereje attól függ, milyen mélyen van a vizet visszaduzzasztó kavicsréteg. Legelterjedtebb erdőtársulásai a lombelegyes erdeifenyvesek, amik mellett cseres-tölgyesek és kultúrerdők is előfordulnak.
Azokon a helyeken, ahol a víz (szinte mindig az emberi beavatkozás eredményeként) lemosta a kavicstakaróról a vékony fedőréteget, váztalajok alakultak ki. Ezek termőképességét tovább rontja, hogy a cementált kavicson a gyökérzet nem hatol át. Azokon a helyeken, ahol csak az „A” szint (és esetleg a „B” szint teteje) erodálódott, úgynevezett csonka erdőtalajokat találunk. Ezek „B” szintjének maradéka vályogos, mészmentes. Eredeti növényzetük a foltosan megjelenő nyíres, borókás cseres erdő.
Az agyagbemosódásos barna erdőtalajok gyakorisága dél felé nő.
A patakok árterén a leggyakoribb a homokos, nem karbonátos, humuszszegény nyers öntéstalaj. Ezek vízgazdálkodása a gyakori elöntés és a sok kolloid eredményeként jó.

## Tájegységei
Őrség,
Vasi-dombság,
Kemeneshát

## Éghajlata
Az Őrség éghajlata még erősen dealpin jellegű, ez a hatás Vasi-dombságon és a Kemenesháton már elmosódik. Ahogy gyengül a szubalpin és erősödik a kontinentális jelleg, úgy csökken a páratartalom és nő a középhőmérséklet, válik egyre szélsőségesebbé a csapadék eloszlása, szaporodnak a késő tavaszi és kora őszi fagyos napok. Gyakran előfordul, hogy áprilisban egyáltalán nem esik eső és augusztusban is csak egy kevés. Nem ritka a teljesen hómentes, de száraz és kemény tél sem.

## Klímajelző növényfajok
A szubalpin, illetve szubboreális lágyszárúak gyakorisága kelet, a szubmediterrán fajoké pedig észak felé csökken.
Jellegzetes, illetve védett szubalpin növényfajok:
- pelyvás pajzsika (Dryopteris pseudomas),
- erdei ciklámen (Cyclamen purpurascens),
- hegyipáfrány (Oreopteris limbosperma).

Fontosabb szubboreális növényfajok:
- gyökerező avarvirág (Goodyera repens),
- ernyős körtike (Chimaphila umbellata),
- fonalas csenkesz (Festuca capillata).

Szubatlanti-szubillír fajok:
- királyné gyertyája (Asphodelus albus),
- dunántúli sás (Carex fritschii)
- sárga sásliliom (Hemerocallis lilio-asphodelus).

Déli–keleti fajok, alfajok:
- selymes boglárka (Ranunculus illyricus),
- tavaszi hérics (Adonis vernalis),
- nagyezerjófű (Dictamnus albus),
- szikár habszegfű egyik alfaja (Silene otites ssp. pseudotites).

Itt húzódik több faj:
- homoki habszegfű (Silene conica),
- tavaszi hérics (Adonis vernalis),
- európai kunkor (Heliotropium europaeum) stb.

elterjedésének nyugati határa, egyúttal más fajok:
- csarab (Calluna vulgaris),
- kereklevelű galaj (Galium scabrum)

elterjedésének keleti határa.
A különböző flóraelemek száma és százalékos aránya:
- endemikus 4 (0,4%)
- pannon-balkáni 7 (0,7%)
- illír 3 (0,3%)
- balkáni 3 (0,3%)
- alpi-balkáni 5 (0,5%)
- alpi 3 (0,3%)
- boreális 2 (0,2%)
- szubatlantikus 4 (0,4%)
- atlanti-mediterrán 19 (1,9%)
- szubmediterrán 46 (4,6%)
- mediterrán 5 (0,5%)
- pontusi-mediterrán 16 (1,6%)
- pontusi 14 (1,4%)
- kontinentális 43 (4,2%)
- közép-európai 114 (11,2%)
- európai 161 (15,8%)
- eurázsiai 342 (33,6%)
- cirkumboreális 118 (11,6%)
- kozmopolita 78 (7,7%)
- adventív 32 (3,1%)

A fásszárúak közül jellemző és általános, hogy az erdőkben elegyfaként megjelenik a szelídgesztenye (Castanea sativa). Kőszeg közelében van olyan erdőrészlet, ahol az évszázados erdőgazdálkodás eredményeként az eredetileg állományalkotó fafajokat fokozatosan kivágták, és helyettük az eredetileg elegyfa szelídgesztenye vált uralkodóvá.

## Jellemző növénytársulások és fajok
A Kemeneshát a szubmontán bükkös öv, a Vasi-dombság a montán bükkös öv része. A bükkösök között egykoron nyíres-borókás fenyérek nőttek kiterjedt nyírlápokkal (Salici pentandrae–Betuletum pubescentis) és csarabosokkal (Callunetum). Ezek a zonális növénytársulások rég eltűntek; helyükön kisebbrészt a szukcesszió következményeként tölgy és erdeifenyő nő, túlnyomó részben pedig az emberi beavatkozást jelző exóták.
Ilyen, betelepült erdőtársulások a kiterjedt cseres–tölgyesek és gyertyános–tölgyesek (Rakonczay, 1996). Közöttük a Vasi-hegyháton (Jeli) még feltűnnek a flórajárás átmeneti jellegét mutató csarabos fenyérek (Genisto-Callunetum) maradékai.
A mészkerülő erdők aljnövényzetében gyakori a fekete áfonya (Vaccinum myrtillus).
A zalai erdeifenyves (mészkedvelő erdeifenyves) erdőtársulás három, illetve négy szórványos és erősen zavart (jórészt másodlagos) folton nő az Őrség északi részén. A társulás a jégkorszakból visszamaradt, reliktum jellegű. További fenyvesek a szálaló vágás eredményeként alakultak, illetve alakulnak ki. A folyamat a szentgyörgyvölgyi szálaló erdő leírásánál olvasható.
Az őrségi erdeifenyvesek aljnövényzetében tömegesen jelennek meg egyes korpafűfélék:
- kapcsos korpafű (Lycopodium clavatum),
- kígyózó korpafű (Lycopodium annotiunum)
- közönséges laposkorpafű (Diphasium complanatum); valamint

némely, általában tőlünk nyugatra élő páfrányfajok:
- termetes pajzsika (Dryopteris borreri),
- széles pajzsika (Dryopteris dilatata).

### A lapos dombhátakon
A Vasi-dombságon és a Kemenesháton ritka az erdei fenyves (Csepreg, Pornóapáti), és a meglévő fenyvesek jó része telepített. A mészkerülő erdeifenyves (Genisto nervatae-Pinetum) folyamatosan (Pino-Quercetum/Querco-Pinetum) megy át olyan erdeifenyőelegyes tölgyesbe, amelynek fajösszetétele némiképp eltér az Őrségben ezen a néven leírt erdőtársulásétól. Gyepszintjének típusjelző növényei:
- seprőmoha (Dicranum spp.),
- szőrmoha (Polytrichum spp.),
- kékperje (Molinia arundinacea),
- erdei madársóska (Oxalis acetosella) stb.

A csarabos erdeifenyvesek erősen degradáltak. Cserjeszintjükben akár tömeges is lehet a boróka (Juniperus), gyepszintjük jellemző növényei a perjefélék (Sieglingia spp.) és a fonalas csenkesz (Festuca capillata).
A nyugat-dunántúli mészkerülő gyertyános-tölgyes (Luzulo-Querco-Carpinetum) elegyfái:
- erdeifenyő (Pinus sylvestris),
- szelídgesztenye (Castanea sativa);

jellemző cserjéje a füles fűz (Salix aurita).
A gyepszint színező elemei:
- dunántúli sás (Carex fritschii),
- dunántúli imola (Centaurea fritschii),
- kereklevelű galaj (Galium rotundifolium),
- szőrös rekettye (Genista ovata ssp. nervata),
- gombos zanót (Cytisus supinus ssp. supinus),
- hegyi páfrány (Oreopteris limbosperma),
- hegyi lednek (Lathyrus montanus).

Az eredeti erdőtársulások:
- cseres–kocsányos tölgyes (Quercetum robori-cerris),
- gyertyános–kocsányos tölgyes (Querco robori-Carpinetum)

legtöbbjét mára letermelték; többé-kevésbé potenciálissá váltak.
A cseres–kocsányos tölgyes jellemző cserjéi:
- egybibés galagonya (Crataegus monogyna),
- kökény (Prunus spinosa),
- vadrózsa (Rosa canina).

A gyepszintben gyakori:
- cérnatippan (Agrostis tenuis),
- pusztai csenkesz (Festuca rupicola),
- keskenylevelű réti perje (Poa angustifolia),
- gyepes sédbúza (Deschampsia caespitosa),
- nádképű kékperje (Molinia arundinacea).

A Deschampsia cseres–tölgyesben a vízkedvelő elemek a száraz tölgyes növényeivel elegyednek.
A gyertyános-kocsányos tölgyeseket is lerontotta és egysíkúvá tette a fatermelés.
A zonális erdőtársulás maradványaként szórványosan előforduló bükkösök aljnövényzetében jellemző az erdei madársóska (Oxalis acetosella).

### A völgyekben, laposokon
Az Őrségben a lomberdők visszaszorultak a völgyekbe, ahol felhalmozódnak a dombhátakról lemosott tápanyagok.
A patakok mentén égerligetek (Carici brizoidis-Alnetum) nőnek.
Főleg árkok mentén, mélyedésekben fordul elő a Caricetum acutiformis-ripariae magassásos társulás. Meghatározó fajai:
- mocsári sás (Carex acutiformis),
- parti sás (Carex riparia).

A patakmenti magaskórós (Angelico-Cirsietum oleracei) fő fajai:
- erdei angyalgyökér (Angelica sylvestris),
- halovány aszat (Cirsium oleraceum),
- réti legyezőfű (Filipendula ulmaria).

A mozaikosan megjelenő mésztelen láprét (Junco–Molinietum) karakteres fajai:
- nyugati kékperje (Molinia coerulea),
- nádképű kékperje (Molinia arundinacea),
- békaszittyó (Juncus effesus),
- fülemüleszittyó (Juncus articulatus),
- cérnatippan (Agrostis capillaris),
- szőrfű (Nardus stricta),
- háromfogfű (Sieglingia decumbens).

A helyenként megjelenő kocsányos tölgyesek aljnövényzetének jellemző lágyszárú növényei:
- erdei szálkaperje (Brachypodium sylvaticum),
- podagrafű (Aegopodium podagraria),
- nagy csalán (Urtica dioica),
- szeder, illetve málna (Rubus spp.).

A völgyek mélyebb részein bokorfüzeseket, a magasabb ártéren valaha tölgy-kőris-szil ligeterdők (Fraxino pannonicae-Ulmetum) nőttek, de a természeteshez közeli állapotú foltjaik igencsak megfogyatkoztak.
A mélyebb területeket tőzegmohás átmeneti lápok foglalják el, mintegy tizenötféle tőzegmohával. Ezek egyik ritkasága a rovarfogó kereklevelű harmatfű (Drosera rotundifolia). Ez a társulás volt hazánkban a tőzegkáka (Rhynchospora alba) egyetlen magyarországi élőhelye (Szőce mellett) élt, de úgy tűnik, a 2000-es években kipusztult).